# Asia Network Television
Asia Network Television (араб. قناة آسيا الفضائية)&є іракським супутниковим телеканалом, що базується в Багдаді, Ірак. Канал був запущений в 2012 році.